# Das Lied ist aus
Das Lied ist aus ist ein deutscher Liebesfilm mit Operettenelementen aus dem Jahre 1930. Unter der Regie von Géza von Bolváry spielen Liane Haid und Willi Forst die Hauptrollen.

## Handlung
Tilla Morland ist eine gefeierte Operettendiva, die soeben mal wieder einen großen Publikumserfolg gelandet hat. Diesen will sie nun nach der Premiere mit Freunden in der Carlton-Bar feiern. Ihr größter Erfolg im Singspiel ist das Lied „Adieu, mein kleiner Gardeoffizier“, und es ist nicht weiter verwunderlich, dass man sie in vertrauter Runde bittet, diesen Schlager noch einmal zu singen. Einen Gast an einem Nachbartisch interessiert ihr künstlerischer Vortrag nicht im mindesten; vielmehr ruft er inmitten des Liedchens den Kellner herbei, um zu zahlen. Nachdem er seine Zeche beglichen hat, steht der Gast auf und verlässt das Lokal. Tilla, die derlei Verhalten als Operettenstar nicht gewohnt ist, empört sich über diese Respektlosigkeit derart, dass sie sich auch noch Tage später nicht beruhigen mag. Sie zieht sich völlig zurück, selbst ihre besten Freunde bekommen sie nicht zu sehen.
Da Tilla für schriftliche Korrespondenz und andere geschäftliche Dinge nunmehr einen Privatsekretär benötigt, sucht sie nach einem entsprechenden, fähigen Mann. Sie findet ihn in der Person des verarmten Ex-Offiziers Ulrich Weidenau, der sich bei ihr um diese Stelle bewirbt. Tilla glaubt ihren Augen nicht zu trauen: es ist der Mann mit dem brüsken Verhalten während ihres Liedvortrages. Immerhin erklärt er ihr seine Gründe für sein damaliges Verhalten. Im Lauf der Zeit verlieben sich die beiden jungen Leute ineinander, können oder wollen sich aber ihre Gefühle nicht eingestehen. Auch glaubt Weidenau, der von Natur aus sehr formell und zurückhaltend ist, dass er Tilla auf die Dauer nicht an sich binden könne, da sie doch einen gewissen Lebensstandard gewohnt sei – Luxus, den er ihr nicht bieten kann. Auch Tilla druckst herum und traut sich nicht, über ihre Gefühle zu sprechen. Und so wählt sie den indirekten Weg: Im Rahmen eines Diktats, das Ulrich mitschreibt, gesteht sie ihm ihre Liebe. Doch ihr Sekretär begreift nicht, dass der vorgelesene Text ihm gilt, und reagiert, als er fragt, „an wen ist dieser Brief zu adressieren?“, für Tilla enttäuschend. Die Chance für eine gemeinsame Zukunft ist in dieser Sekunde vertan und beide gehen ihrer Wege. Resigniert heiratet Tilla schließlich den ebenso wohlhabenden wie geistig minderbemittelten Fabrikanten Jerome Tönli.

## Produktionsnotizen
Das Lied ist aus entstand vom 15. August bis zum 13. September 1930 in den UFA-Ateliers in Berlin-Tempelhof. Die Zensur belegte den Sechsakter mit einer Länge von 2794 Metern mit Jugendverbot. Die Uraufführung fand am 7. Oktober 1930 im Berliner Atrium statt. Am 26. Juni 1986 hatte der Film im ZDF Fernsehpremiere. In Österreich erschien Das Lied ist aus am 5. Dezember 1930 unter dem Titel Madame sucht Anschluß.
Super-Film-Chef und Produzent Julius Haimann übernahm auch die Produktionsleitung. Als Aufnahmeleiter diente Fritz Brunn. Die Texte zu den Kompositionen von Robert Stolz, der auch als Dirigent am Pult stand, stammen aus der Feder von Walter Reisch und Armin Robinson. Es spielte das Orchester Lewis-Ruth-Band. Die Filmbauten entwarf Robert Neppach und wurden von Erwin Scharf ausgeführt. Die Leitung der Tonherstellung hatte Guido Bagier.
Für die Anfertigung der Puppen im Puppenspiel „Prinz Kuno und die Postmeisterstochter“ sorgte Puhonny’s Marionetten-Theater unter der Leitung von Ernst Ehlert.
Der Film, der sich, für dieses Genre höchst ungewöhnlich, durch ein melancholisch-trauriges Ende auszeichnet, erhielt in einer Alternativfassung stattdessen ein Happy End.
Es wurden folgende Musiktitel gespielt, die allesamt von Robert Stolz komponiert und von Walter Reisch getextet wurden:
- Adieu, mein kleiner Gardeoffizier
- Das Lied ist aus: Frag’ nicht, warum ich gehe
- Die Liebe, die ist wie ein Tonfilm
- Ja, wenn das Wörtchen „wenn“ nicht wär’
- Prinz Kuno und die Postmeisterstochter

Die Aufnahmen erschienen im Alrobi-Musikverlag.
Besonders der von Liane Haid intonierte Titel Adieu, mein kleiner Gardeoffizier entwickelte sich zu einem veritablen Gassenhauer und Evergreen. Dieses Musikstück war derart populär, dass der Film bisweilen auch unter diesem Titel erneut in die Kinos gebracht wurde.
Der überwältigende Kassenerfolg von Das Lied ist aus, von dem mit Vedette et son secretaire auch eine französischsprachige Fassung hergestellt wurde, führte dazu, dass in Großbritannien 1933 ein Remake unter dem Titel The Song You Gave Me hergestellt wurde. Regie führte dort der gebürtige Österreicher Paul Ludwig Stein.

## Kritiken
Paimann’s Filmlisten resümierte: „Trotz seines operettenmäßigen Vorwurfes hat dieses Sujet nichts von diesem Genre an sich, entwickelt den sorgfältigen Dialog und hübsche musikalische Motive organisch aus den Geschehnissen heraus, kommt aber, diesmal ausnahmsweise leider, zu einem gefühlsmäßig verstimmenden unhappy end. Im Spiel ist die Haid reizend, Forst gedämpft, ungemein sympathisch, auch das übrige Ensemble recht brav. Regie, Aufmachung (hübsches Marionettentheater als Einlage), Tonwiedergabe und Photographie haben beachtliches Niveau. – Gesamtqualifikation: Fast ein Schlager.“

„Jedesmal wenn Liane Haid in einem neuen deutschen Film in New York auftritt, erscheint sie noch entzückender als zuvor. (…) Herr Forst ist gut als ehemaliger Armeeoffizier, der froh darüber ist, einen Job als Sekretär der Operettensängerin zu bekommen. (…) Der Film ist voll von jeder Art amüsanter Situationen und besitzt wenigstens zwei Lieder, die für einige Zeit im Kopf der Zuschauer hängen bleiben. Sie sind sehr gut gesungen (…) Die Nebendarsteller sind fähig, und die Kameraarbeit und Regie gut.“

Im Lexikon des internationalen Films heißt es: „Liebeskomödie mit unsentimentalem Ausgang und einem symbolisch eingesetzten originellen Marionettenspiel. Dazwischen einige damals populäre Schlager des Komponisten Robert Stolz, von denen einige zu Evergreens wurden.“